# Micuo Kato
Micuo Kato (japonsko 加藤 光雄), japonski nogometaš, 22. januar 1953.
Za japonsko reprezentanco je odigral eno uradno tekmo.